# Leptolucania ommata
Leptolucania ommata – gatunek ryby z rodziny (Fundulidae), jedyny przedstawiciel rodzaju Leptolucania.